# Prelože pri Lokvi
Prelože pri Lokvi este o localitate din comuna Sežana, Slovenia, cu o populație de 81 de locuitori.